# Héctor Ibarra Morales
José Héctor Ibarra Morales (* 1931) ist ein ehemaliger mexikanischer Botschafter. 1996 war José Héctor Ibarra Morales Generalkonsul in London, wo seine Tochter Guadalupe Ibarra ebenfalls beschäftigt wurde.
| Vorgänger                   | Amt                                                                           | Nachfolger                            |
| --------------------------- | ----------------------------------------------------------------------------- | ------------------------------------- |
| Omar Martínez Legorreta     | Misión Permanente de México en Serbia 25. März 1981 bis 23. Dezember 1982     | Javier Gaspar Wimer Zambrano          |
| Francisco Correa Villalobos | mexikanischer Botschafter in Tegucigalpa 28. Januar 1988 bis 5. November 1988 | Manuel Martínez del Sobral y Penichet |
| Armando Cantú Medina        | mexikanischer Botschafter in Manila 8. November 1988 bis 11. Dezember 1992    | Vicente Luis Coca Álvarez             |